# Kaouthar Ouallal
Kaouthar Ouallal (ar. كوثر أولال; ur. 27 listopada 1990) – algierska judoczka.
Uczestniczka mistrzostw świata w 2014, 2017, 2019 i 2021. Startowała w Pucharze Świata w latach 2010, 2011, 2013-2016 i 2018. Brązowa medalistka igrzysk śródziemnomorskich w 2013 i piąta w 2018. Mistrzyni igrzysk afrykańskich w 2015 i trzecia w 2019. Zdobyła trzynaście medali na mistrzostwach Afryki w latach 2010-2022. Trzecia na igrzyskach solidarności islamskiej w 2017 i 2021 roku.